# Stanislav Vlna
Stanislav Vlna byl československý politik KSČ, v 60. letech 20. století československý ministr bez portfeje.

## Biografie
V červenci 1960 se Vlna stal ministrem bez portfeje v československé třetí vládě Viliama Širokého. Na postu setrval do července 1962. Ve vládě zároveň působil jako místopředseda Státní plánovací komise.